# Hélène Morlon
Pour les articles homonymes, voir Morlon (homonymie).
Hélène Morlon, née en 1978, est une mathématicienne et écologue française spécialiste de la modélisation de la biodiversité.

## Biographie

### Études
En 1995, Hélène Morlon entre en classes préparatoires mathématiques, physique au lycée Thiers de Marseille après un baccalauréat scientifique. En 1997, elle intègre le magistère de l'École normale supérieure Paris-Saclay en mathématiques et obtient l'agrégation en 2000. En 2001, elle obtient son DEA en écologie à l'université Pierre-et-Marie-Curie et l'ENS. De 2001 à 2005 elle réalise une thèse en écotoxicologie à l'université Bordeaux-I sous la direction d'Alain Boudou et de Jacqueline Garnier-Laplace. En 2014, elle est habilitée à diriger des recherches par l'ENS.

### Carrière
Entre 2006 et 2010, elle part aux États-Unis pour effectuer ses recherches postdoctorales.
De 2006 à 2007, elle travaille à l'université de Californie à Merced auprès de Jessica Green (ingénieure) qui joue pour elle le rôle de modèle. Entre 2007 et 2009, elle continue à travailler avec cette dernière également à l'université de l'Oregon au sein du laboratoire de Brendan Bohannan. Entre 2009 et 2010, elle travaille avec Joshua Plotkin à l'université de Pennsylvanie. En 2010, elle effectue des recherches avec Matthew Potts à l'université de Californie à Berkeley.
À son retour en France en 2010, elle est recrutée par le CNRS et continue ses recherches au centre de mathématiques appliquées de l’École polytechnique. Elle y obtient une bourse de l'agence nationale de la recherche Chaire d’Excellence et forme une équipe de jeunes chercheurs. En juin 2011, elle devient membre associée au Centre interdisciplinaire de recherche en biologie du Collège de France. En septembre 2013, elle est nommée professeure adjointe à l'université de l'Arizona. En 2014, elle intègre l'institut de biologie de L'ENS et obtient une bourse « Consolidator Grant » du Conseil européen de la recherche. 
Elle est également éditrice dans trois journaux (PloS Biology, Ecology Letters, et Systematic Biology), et relectrice pour les grands journaux ainsi que pour l’ERC et l’ANR. Elle est également impliquée dans le développement d’un outil de visualisation en ligne de l’arbre du vivant nommée « onezoom ». 
Hélène Morlon s’efforce également d’encourager et valoriser les femmes dans la science, notamment en accueillant dans son groupe de recherche des jeunes femmes et en les préparant au mieux au métier de chercheur.

## Distinctions et récompenses
- 2015 : médaille de bronze du CNRS[1]
- 2017 : Prix Irène Joliot-Curie dans la catégorie « Jeune Femme scientifique » pour ses travaux sur la modélisation de la biodiversité, à la croisée des mathématiques et de l’écologie[3].
- 2021 : 
  - Médaille d'argent du CNRS[4].
  - Chevalière de l'ordre national du mérite[5]